# Don't Blame Me
«Don't Blame Me» — пісня американської співачки Тейлор Свіфт з її шостого студійного альбому Reputation (2017). Написаний Свіфт і продюсерами Максом Мартіном і Шеллбеком. «Don't Blame Me» поєднує в собі електропоп, EDM і госпел. Продюсування базується на важких басах, пульсуючих синтезаторах і маніпульованому вокалі. Тексти пісень розповідають про непримиренну позицію Тейлор Свіфт, що відображає її репутацію авторки пісень, яка здебільшого писала про кохання та минулі стосунки.
У рецензіях на альбом «Reputation» критики описали його як похмурий; деякі вважали «Don't Blame Me» родзинкою та хвалили постановку, проте інші вважали її загальною та м’якою. У 2022 році пісня «Don't Blame Me» набула чималої популярності у TikTok і потрапила до офіційних чартів синглів різних країн. Зрештою він отримав сертифікати продажу в кількох європейських країнах. Тейлор Свіфт включила пісню в сет-лист свого Reputation Stadium Tour (2018) і Eras Tour (2023).

## Створення
У жовтні 2014 року Тейлор Свіфт випустила свій п'ятий студійний альбом «1989», який мав комерційний успіх. Альбом розійшовся тиражем понад шість мільйонів копій у США та породив три сингли, які посіли перше місце в Billboard Hot 100: «Shake It Off», «Blank Space» і «Bad Blood». Під час рекламної кампанії альбому  «1989» Тейлор Свіфт продовжувала бути основною мішенню таблоїдних пліток. У неї були нетривалі романтичні стосунки з шотландським продюсером Келвіном Гаррісом і англійським актором Томом Хіддлстоном. Її репутація була підірвана розголосом суперечок з іншими знаменитостями, включаючи репера Каньє Веста, медійну особу Кім Кардашьян і співачку Кеті Перрі. Тейлор Свіфт ставала дедалі стриманішою у соціальних мережах, зберігаючи активну присутність із великою кількістю підписників, уникаючи взаємодії з пресою серед бурхливих справ.
Вона задумала свій шостий студійний альбом «Reputation» як відповідь на ажіотаж у ЗМІ навколо її популярності. Описуючи альбом як «катарсис», Свіфт дотримувалася написання пісні для свого синглу «Blank Space» 2014 року, в якому вона сатиризувала свій образ. Вона сказала: «Я взла цей шаблон. Гаразд, це те, що ви всі говорите про мене. Дозвольте мені на секунду написати від імені цього персонажа». Остаточна версія «Reputation» складається з 15 треків, усі з яких Тейлор Свіфт написала у співавторстві.

## Композиція
«Don't Blame Me» написала Тейлор Свіфт і її продюсери Макс Мартін і Шеллбек. І Мартін, і Шеллбек грали на клавішних, а останній ще грав на гітарі. Свіфт і Мартін забезпечили фоновий вокал. Сем Холланд і Майкл Ілберт разом із помічниками інженерів Корі Байсом і Джеремі Лертолою розробили трек у студії MXM у Лос-Анджелесі та Стокгольмі. Він був зведений Serban Ghenea у MixStar Studios у Вірджинія-Біч, штат Вірджинія, а мастерингом займався Ренді Мерріл у Sterling Sound Studios у Нью-Йорку.
У рецензіях на видання критики описували «Don't Blame Me» як електропоп, EDM і «госпел-поп». Критик Rolling Stone Роб Шеффілд охарактеризував це як «похмура, погана дівчинка йде до церкви», звук, який нагадує «Like a Prayer» Мадонни (1989). Ханна Мілре з NME описала постановку як «грим, тупотіння, стукання кулаками». Пісня супроводжується темною, примхливою електронною постановкою та «церковним звуком» для приспіву. Її інструменти включають пульсуючі барабани, різкі клавіатури, важкий бас і спотворений багатодоріжковий вокал. Монік Менделез Spin порівняла його «гримовий готичний церковний звуковий пейзаж» зі звуком «Take Me to Church» Хозьєра (2013). Алексіс Петрідіс з The Guardian виявив, що послідовність акордів треку схожа на послідовність акордів Брітні Спірс «...Baby One More Time» (1998).
ЗМІ витлумачили «Don't Blame Me» як непримиренну позицію Тейлор Свіфт, що відображає її репутацію авторки пісень, яка здебільшого пише про кохання та свої минулі стосунки. Свіфт натякає на те, «наскільки її новий коханець звів її з розуму». У пісні вона також відповідає на критику, яку зазнала за те, що оспівувала свої стосунки. Вона розуміє концепцію наслідків, коли освідчується в коханні. Вона використовує релігійні образи: «Я впала б від благодаті / Лише б торкнутися твого обличчя» та посилається на залежність («О, Господи, врятуй мене, мій наркотик — крихітка»). Ніл МакКормік з The Daily Telegraph інтерпретував пісню як роздум про те, чи може кохання вижити в присутності уваги ЗМІ. У південноафриканському виданні GQ Бернд Фішер вважає, що пісня показує більш вразливу сторону Свіфт, незважаючи на те, що її назва свідчить про інше. Трек також містить посилання на Великий Гетсбі, де Свіфт називає себе «вашою Дейзі».

## Реліз і комерційне виконання
«Don't Blame Me» є треком номер чотири на «Reputation», який був випущений у різних країнах 10 листопада 2017 року Big Machine Records. Свіфт включила пісню в сет-лист свого туру Reputation Stadium Tour (2018). У 2023 році вона знову включила пісню в сет-лист свого туру Eras Tour.
У травні–червні 2022 року пісня «Don't Blame Me» набула популярності у застосунку для обміну відео TikTok і потрапила на рекордні сходинки у чартах. Він з’явився в чартах різних європейських країн, потрапивши до топ-50 Норвегії (18), Чехії (33) та Австрії (49).  В англомовному світі «Don't Blame Me» дебютував і посів 46 місце в Австралії і 77 місце у Великобританії.  У чарті <i id="mwwg">Billboard</i> Global 200 трек посів 124 місце. Доріжка була сертифікована золотом у кількох європейських країнах, включаючи Норвегію, Грецію, Польщу, Португалію та Сполучене Королівство.  В Австралії він отримав платиновий сертифікат. 

## Оцінка критиків
«Don't Blame Me» отримав переважно позитивні відгуки критиків. Мелендес висловив думку, що «Don't Blame Me» була піснею, яка представляла альбом «Reputation», похваляючи постановку та тексти. Джеймісон Кокс Pitchfork назвав пісню «блискучим [монстром], скріпленим присутністю Свіфт в їх центрі». Написавши для PopMatters, Еван Соді вважав цей трек головним моментом альбому. В інших рецензіях Петрідіс, МакКормік і Еллен Пірсон-Гегер із Under the Radar вибрали його як кульмінацію альбому. Пірсон-Гегер помітив його «теплий, співаючий, сповідальний стиль, інтригуюче похмурий», а Маккормік підкреслив його «змістовні спостереження, підступні мелодії та інтимно-розмовний вокал».
На менш позитивній ноті Елеанор Грем з The Line of Best Fit і Аппі Чаттерджі з The Music визнали продукцію під впливом EDM м’якою та непривабливою, частково тому, що звук уже був надзвичайно популярним у чартах. Руді К. із Sputnikmusic прокоментував, що для треку «потрібен більш спритний голос, ніж може дати Свіфт». У огляді для журналу Atwood Magazine Ніколь Алмейда знайшла метафору наркотиків у тексті пісні, яка є шаблонною.

## Кадри
Титри адаптовані з титрів альбому «Reputation».
- Тейлор Свіфт – головний вокал, бек-вокал, написання пісень
- Макс Мартін – продюсування, написання пісень, клавішні, бек-вокал
- Шелбек – продюсування, написання пісень, гітари, клавішні
- Сем Голланд – інженерія
- Майкл Ілберт – інженерія
- Корі Байс – асистент інженера
- Джеремі Лертола – асистент інженера
- Сербан Генея – змішування
- Джон Хейнс – інженерія сумішей
- Ренді Меррілл – освоєння

## Чарти
| Чарти (2022)          | Пікова сходинка |
| --------------------- | --------------- |
| Австралія             | 46              |
| Австрія               | 49              |
| Чехія                 | 33              |
| Global 200 (Bilboard) | 124             |
| Німеччина             | 99              |
| Греція                | 33              |
| Угорщина              | 31              |
| Ірландія              | 55              |
| Литва                 | 63              |
| Норвегія              | 18              |
| Португалія            | 155             |
| Словаччина            | 52              |
| Швеція                | 100             |
| Швейцарія             | 88              |
| Велика Британія       | 77              |